# Вечерний М
«Вечерний М.» (также упоминается как «Вечерний мудозвон») — песня Бориса Гребенщикова, лидера рок-группы «Аквариум», появившаяся в Сети 28 сентября 2019 года и вызвавшая широкий резонанс в обществе. Видео для песни, снятое режиссёром Иваном Вырыпаевым, на Youtube набрало рекордное для исполнителя количество просмотров и лайков.

## История
28 сентября 2019 года на Youtube-канале Бориса Гребенщикова появилось видео с сатирической песней под названием «Вечерний М». Герой песни Гребенщикова — «подлинный труженик наших времён», он «честнее, правдивей и лучше всех», он «всё, что закажут — расскажет» и «ответит на каждый вопрос», он «сияет, как новый полтинник», «с него капают лосьоны и лак», он «истинный памятник наших времён». «Обитает» герой там, «где светло и куда все глядят», где «на совесть и честь всех научат, как есть». Имени героя песни сам Борис Гребенщиков не назвал.

## Реакция
29 сентября новость о песне «Вечерний М.» появляется в российских СМИ, произведение находит отклик в соцсетях. Начинается дискуссия о том, кому посвящена песня Гребенщикова. Одним из самых популярных вариантов был пропагандист Владимир Соловьёв, ведущий программы «Вечер с Владимиром Соловьёвым» и «Полный контакт» на радиостанции «Вести ФМ. Менее популярными — журналист Дмитрий Киселёв, а сам Соловьёв заявил, что считает героем песни ведущего «Вечернего Урганта» Ивана Урганта. Многие отмечали, что образ пропагандиста российского телевидения в песне — собирательный. Песня вызывает скандал, после её выхода начинается массовая травля Соловьёва, на него обрушивается шквал критики, о чём сам телеведущий заявляет в беседе с «Газетой.ру».

## Дискуссия
30 сентября Владимир Соловьёв в своём твиттере и на телеграм-канале с резкой критикой заявил, что Гребенщиков из «поэта деградировал в куплетиста». Творчество Гребенщикова Соловьёв прокомментировал словами: «Разочаровал, а не задел, и уже давно. И зря он так про Ивана». На публикацию интернет-издания Znak.com, в которой заявляется, что «Судя по тексту, в композиции представлен собирательный образ пропагандиста российского телевидения», Соловьёв в своём телеграм-канале пишет: «В России есть программа в названии которой фигурирует слово „Вечерний…“ вы не знаете какая?».
На критику Соловьева Гребенщиков ответил комментарием под видео в Youtube: «Во избежание кривотолков хочу заметить очевидную вещь — между „Вечерним У“ и „Вечерним М“ непреодолимое расстояние — как между достоинством и позором».
1 октября Соловьев в беседе с телеканалом «360» снова сделал предположение о том, кто может быть героем «Вечернего М», в этот раз уже указывая на Владимира Зеленского: «Может быть, конечно, господин Гребенщиков посвятил свою песню президенту Украины… О чём сейчас очень активно говорят американские СМИ».
Изданию «Подъём» Соловьёв обещает защитить Урганта от «несправедливых нападок» лидера «Аквариума»: «У нас на телевидении есть вполне конкретная программа, первое слово которой „вечерний“, и я считаю, что Борис Борисович совершенно незаслуженно оскорбил замечательного, тонкого, умного ведущего Первого канала. Я его защищал и буду защищать от таких несправедливых нападок».
В газете «Ведомости» песню Гребенщикова назвали «очень душевной» и «поистине народной». «Написана она в самой простецкой, самой популярной и доходчивой тональности до-мажор, и это чудо что за мелодия», — пишет Олег Зинцов. В припеве песни есть что-то «исконно русское, протяжное, раздольное», исполнять его «хочется хором».
С мнением в эфире «Эха Москвы» о том, что песня Гребенщикова «отлично отражает всех прокремлёвских телеведущих», выступил музыкальный критик Артемий Троицкий.
Писатель Дмитрий Быков, оценивая композицию с литературной точки зрения, назвал её «упражнением в традиционном российском жанре пародийной апологии, пародийной похвалы и пародийной оды». По его мнению, песня отвечает на все главные вопросы населения и указывает «направление к свету».
По результатам опросов, проведённых блогером Ильёй Варламовым в ЖЖ и интернет-изданием Meduza, большинство людей считает, что песня «Вечерний М.» посвящена Владимиру Соловьеву (56.6 и 68 процентов соответственно).

## Роль в политическом контексте
«Вечерний М.» — не первое произведение Гребенщикова, адресованное российским теле- и радио-пропагандистам. Во время концерта группы «Аквариум» в 2013 году в Воронеже Борис Гребенщиков посвятил песню «Собачий вальс» журналистам, которые врут своим зрителям. «Эту песню я хочу посвятить людям опасной профессии. Журналистам, работникам радио и особенно телевидения, которым приходится врать 24 часа в сутки, семь дней в неделю, много лет подряд».
В творчестве лидера рок-группы «Машина времени» Андрея Макаревича также высмеиваются российские пропагандисты. Композиция «Четыре неразлучных таракана и сверчок», содержит тот же смысл, что и «Вечерний М.».

## В массовой культуре
1 октября новость о выходе песни Гребенщикова освещается в программе «Вечерний Ургант». Иван Ургант иронически комментирует песню Гребенщикова: «Мы, в общем, разбираемся, думаем. Мы с огромным удовольствием пригласили бы Борис Борисыча спеть эту песню вживую, но, к сожалению, по корпоративной этике мы не можем на Первом канале исполнять песни про сотрудников других каналов». Продолжая дискуссию о том, кому может быть посвящена песня, Ургант говорит: «Мы все, кто работает по вечерам, — дружная, большая семья. Мы каждое утро просыпаемся под радиопередачи друг друга».
Сразу после выхода песни Гребенщикова в Youtube появляются видео-каверы на «Вечернего М.». Песню начинают исполнять на гитаре, фортепиано, а также на народных инструментах.